# Cezary Kucharski
Cezary Kucharski (uitspraak: [t͡sɛˈzarɨ kuˈxarski], ong. tsezari koecharskie) (Łuków, 17 februari 1972) is een voormalig Pools profvoetballer, die zijn loopbaan beëindigde in 2006 bij Legia Warschau. Kucharski speelde als aanvaller, voornamelijk voor Legia Warschau, met wie hij tweemaal landskampioen werd.

## Erelijst
Legia Warschau
- Pools landskampioen

2002, 2006
- Pools bekerwinnaar

1997
- Poolse Liga Beker

2002

## Interlandcarrière
Kucharski speelde zeventien interlands (drie doelpunten) voor Polen in de periode 1996-2002, en nam met Polen deel aan het WK voetbal 2002 in Japan en Zuid-Korea, waar hij niet in actie kwam. Hij maakte op 27 augustus 1996 als invaller zijn debuut voor de nationale ploeg in een vriendschappelijke thuiswedstrijd tegen Cyprus. Zijn laatste interland speelde hij op 8 februari 1998 in Asunción tegen Paraguay.
| Interlanddoelpunten | Interlanddoelpunten | Interlanddoelpunten | Interlanddoelpunten | Interlanddoelpunten | Interlanddoelpunten | Interlanddoelpunten | Interlanddoelpunten |
| #                   | Datum               | Locatie             | Wedstrijd           | Goal(s)             | Score               | Uitslag             | Wedstrijd           |
| ------------------- | ------------------- | ------------------- | ------------------- | ------------------- | ------------------- | ------------------- | ------------------- |
| 1                   | 15/02/1997          | Ayia Napa           | Cyprus – Polen      | 13'                 | 0 – 1               | 2 – 3               | Oefenduel           |
| 2                   | 26/02/1997          | Goiana              | Brazilië – Polen    | 87'                 | 4 – 1               | 4 – 2               | Oefenduel           |
| 3                   | 24/09/1997          | Olsztyn             | Polen – Litouwen    | 18'                 | 1 – 0               | 2 – 0               | Oefenduel           |